# Al-Kámil
Al-Kámil (arabsky الكامل, celým jménem al-Malik al-Kámil Naser ad-Din Abu al-Ma'ali Muhammad, asi 1177, Káhira – 6. března 1238, Damašek) byl egyptský sultán z dynastie Ajjúbovců.

## Život
Během jeho vlády se odehrála Pátá křížová výprava, kterou odrazil. V důsledku prohry v šesté křížové výpravě postoupil Jeruzalém do rukou křesťanů. Je známý také pro své setkání se svatým Františkem z Assisi.